# Damián Iguacén Borau
Damián Iguacén Borau (Fuencalderas, 12 febbraio 1916 – Huesca, 24 novembre 2020) è stato un vescovo cattolico spagnolo.

## Biografia
Damián Iguacén Borau nacque a Fuencalderas il 12 febbraio 1916.

### Formazione e ministero sacerdotale
Allo scoppio della guerra civile spagnola stava studiando presso il seminario conciliare della Santa Croce a Huesca. Venne quindi trasferito a Comillas. A soli 19 anni lavorò come operatore telegrafico in prima linea di fuoco e fu ferito al volto. Nel 1939, alla fine della guerra, tornò a Huesca e riprese gli studi.
Il 7 giugno 1941 fu ordinato presbitero per la diocesi di Huesca da monsignor Lino Rodrigo Ruesca. Fu quindi parroco di varie parrocchie (come Ibieca, Torla e Tardienta) dal 1941 al 1944; vice-rettore del seminario conciliare di Huesca dal 1944 al 1948; cappellano dei giovani e delle donne dell'Azione Cattolica dal 1950 al 1969 e parroco della basilica reale di San Lorenzo a Huesca dal 1955 al 1969.

### Ministero episcopale
Il 10 agosto 1970 da papa Paolo VI lo nominò vescovo di Barbastro. Ricevette l'ordinazione episcopale nella cattedrale dell'Assunzione di Maria Vergine a Barbastro il 10 ottobre successivo dall'arcivescovo Luigi Dadaglio, nunzio apostolico in Spagna, co-consacranti l'arcivescovo metropolita di Saragozza Pedro Cantero Cuadrado e il cardinale Arturo Tabera Araoz, arcivescovo metropolita di Pamplona.
Il 23 settembre 1974 lo stesso pontefice lo nominò vescovo di Teruel. In seguito partecipò ai lavori della commissione centrale dei confini diocesani della Conferenza episcopale spagnola e fu presidente della commissione interdiocesana per lo studio dei confini della Chiesa in Aragona, istituita nel 1980. L'11 agosto 1984 con la bolla Cor nostrum di papa Giovanni Paolo II le diocesi di Teruel e Albarracín furono unite aeque principaliter e la diocesi assunse la denominazione attuale.
Pochi giorni dopo, il 14 agosto 1984, papa Giovanni Paolo II lo nominò vescovo di San Cristóbal de La Laguna. Prese possesso della diocesi il 22 dello stesso mese tramite il procuratore monsignor Mauricio González y González, decano della cattedrale. Il 28 settembre successivo entrò ufficialmente in diocesi.
Il 12 giugno 1991 lo stesso pontefice accettò la sua rinuncia al governo pastorale della diocesi per raggiunti limiti di età. Continuò a reggere la diocesi come amministratore apostolico fino al 24 luglio successivo, giorno dell'ingresso in diocesi del suo successore. Come vescovo emerito, continuò ad essere legato alla sua diocesi, tenendo conferenze e discorsi per anni.
In seno alla Conferenza episcopale spagnola fu membro della commissione per la liturgia dal 1972 al 1981; membro della commissione per la vita religiosa dal 1975 al 1978 e dal 1981 al 1984 e presidente della commissione per i beni culturali dal 1984 al 1993.
Pubblicò diversi studi e libri sul patrimonio storico e artistico della Chiesa.
Nel 2015 prese residenza nella Casa "Saturnino López Novoa" delle Piccole suore degli anziani abbandonati a Huesca.
Il 21 giugno 2020, alla morte di monsignor Bernardino Piñera Carvallo, divenne il vescovo cattolico vivente più anziano.
Morì residenza nella Casa "Saturnino López Novoa" di Huesca il 24 novembre 2020 all'età di 104 anni. Le esequie si tennero il 26 novembre alle ore 11 nella cattedrale di Santa Maria a Huesca e furono presiedute dal cardinale Juan José Omella, arcivescovo metropolita di Barcellona. L'omelia venne pronunciata da monsignor Julián Ruiz Martorell, vescovo di Huesca e di Jaca. Al termine del rito fu sepolto nella cappella del popolo nello stesso edificio.

## Opere
- Nuestra Señora de Foces, Huesca, 1944.
- Comparaciones: Para la enseñanza de la Doctrina Cristiana, Barcellona, José Vilamala, 1945,  p. 319.
- Una visita a la catacumba Zaragozana, Saragozza, 1954,  p. 91.
- Comparaciones para la enseñanza de la doctrina cristiana, Barcellona, Villamala, 1956,  p. 319.
- Liturgia del Bautismo Solemne de Párvulos, Huesca, 1958,  p. 32.
- Liturgia de las exequias de adultos, Huesca, Basílica de San Lorenzo, 1959,  p. 51.
- Liturgia del Sacramento del matrimonio, Huesca, 1959,  p. 39.
- Preces, para la Oración de la mañana y de la tarde, Huesca, 1959,  p. 22.
- Preces de la familia cristiana, Huesca, Real y Parroquial Basílica de San Lorenzo, 1960,  p. 83.
- Preces Laurentinas, Huesca, 1964,  p. 28.
- La Basílica de S. Lorenzo de Huesca, Huesca, 1969,  p. 283.
- Vida de San Urbez, sol de la montaña, Saragozza, El Noticiero, 1969,  p. 159.
- La Diócesis de Barbastro: IV Centenario de la primera restauración, Saragozza, Caja de Ahorros y Monte de Piedad de Zaragoza, Aragón y Rioja, 1971,  p. 35.
- San Ramón del Monte: Obispo de Barbastro, Saragozza, Tall. Edit. "El Noticiero", 1972,  p. 99.
- Los Santos Mártires de Teruel, Teruel, Imprenta Villalba, 1978,  p. 89.
- Fuencalderas, Saragozza, Imp. Tipo-Línea, 1979.
- Santa María, Virgen de las espigas, Saragozza, Imp. Cometa, 198-?.
- La diócesis hacia la que caminamos: Diócesis de Teruel-Albarracín, Teruel, El obispado, 1981.
- El patrimonio cultural de la Iglesia en España, collana Cuadernos BAC, Madrid, Biblioteca de Autores Cristianos, 1982 (?),  p. 29, ISBN 9788422010760.
- La Iglesia y su patrimonio cultural, Madrid, Editorial EDICE, 1984,  p. 269, ISBN 9788471411440.
- Una comarca rica en proceso de despoblación: carta pastoral del obispo de Barbastro, 1984,  p. 17.
- El patrimonio cultural de la Iglesia al servicio del Pueblo de Dios, in Revista Española de Derecho Canónico, vol. 41, n. 119, 1985,  pp. 485-490.
- El patrimonio cultural de la Iglesia en España, in El derecho patrimonial canónico en España: XIX Semana Española de Derecho Canónico, celebrada en Salamanca del 17 al 21 de septiembre de 1984, collana Bibliotheca Salmanticensis, Estudios, Salamanca, Salamanca Universidad Pontificia, 1985, ISBN 9788472991521.
- con José Luis Alvarez, El patrimonio histórico-artístico de la Iglesia: su garantía en el ordenamiento español, 1986,  pp. 332-334.
- El patrimonio histórico-artístico de la Iglesia: Su garantía en el ordenamiento español, Universidad Pontificia Comillas, 1986.
- El patrimonio histórico-artístico de la Iglesia, in Estudios Eclesiásticos, vol. 61, n. 238, luglio 1986,  pp. 323-334.
- La ruta "Virgen de Candelaria": tradición, mensaje, compromiso: exhortación pastoral, Santa Cruz de Tenerife, Obispado de Tenerife, 1990,  p. 86.
- Creí, por eso hablé: enseñanzas del Obispo Damián Iguacen Borau en la diocesis de Tenerife entre 1984 y 1990, collana Publicaciones pastorales, 1990,  p. 370.
- Santa María, Virgen digna de reparación, 1990,  p. 10.
- La ruta "Virgen de Candelaria". Tradición. Mensaje. Compromiso, Tenerife, Obispado de Tenerife, 1990,  p. 86.
- Diccionario del Patrimonio Cultural de la Iglesia, collana Diccionarios (Encuentro), Madrid, Encuentro, 1993,  p. 1075, ISBN 9788474902723.
- El arte en la liturgia, collana Cuadernos, Centre de Pastoral Litúrgica, 1993, ISBN 9788474672718.
- con Pere Tena; Joan Ballavista Ramon; Luis Maldonado e Ignacio Oñatibia, El arte en la liturgia: Cuestiones básicas para un Directorio de arte sacro: Diálogo de la Iglesia con el arte: El derecho a la belleza: Liturgia y belleza. Estética y arte en la celebración cristiana: Orientaciones pastorales sobre arte sacro: Sacrosanctorum Concilium 122-130, el arte y los objetos sagrados, collana Cuadernos Phase, Barcellona, Centre de Pastoral Litúrgica, 1993,  p. 70, ISBN 9788474672718.
- Incondicionales, Tenerife, 1994,  p. 40.
- Diálogos con Santa María, Madre de Dios, La Laguna, Producciones Gráficas S.L., 1994, ISBN 9788460520030.
- El Venerable Francisco Ferrer y los Operarios Misionistas: un grano de trigo caído en tierra, Tenerife, 1997,  pp. 409, ISBN 9788460559382.
- Santa Maria, Virgen Intrepida, Saragozza, Cometa, 2000,  p. 8.
- Incondicionalidad: apuntes para días de retiro con Jesús en el desierto, collana Vida y misión, Madrid, Edibesa, 2004,  p. 572, ISBN 9788484074700.
- Queremos ser su corona, Saragozza, Fundación Teresa de Jesús, 2004,  p. 160, ISBN 9788492354467.
- Sub tuum praesidium, Sancta Maria, Mater Ecclesiae: homenaje a Mons. Damián Iguacen Borau en el centenario de su nacimiento, Madrid, Edice, 2016,  p. 496, ISBN 9788471418715.

## Genealogia episcopale
La genealogia episcopale è:
- Cardinale Scipione Rebiba
- Cardinale Giulio Antonio Santori
- Cardinale Girolamo Bernerio, O.P.
- Arcivescovo Galeazzo Sanvitale
- Cardinale Ludovico Ludovisi
- Cardinale Luigi Caetani
- Cardinale Ulderico Carpegna
- Cardinale Paluzzo Paluzzi Altieri degli Albertoni
- Papa Benedetto XIII
- Papa Benedetto XIV
- Papa Clemente XIII
- Cardinale Marcantonio Colonna
- Cardinale Giacinto Sigismondo Gerdil, B.
- Cardinale Giulio Maria della Somaglia
- Cardinale Carlo Odescalchi, S.I.
- Cardinale Costantino Patrizi Naro
- Cardinale Lucido Maria Parocchi
- Papa Pio X
- Cardinale Gaetano De Lai
- Cardinale Raffaele Carlo Rossi, O.C.D.
- Cardinale Amleto Giovanni Cicognani
- Cardinale Luigi Dadaglio
- Vescovo Damián Iguacén Borau